# Раковский, Ян
Ян Рако́вский (пол. Jan Rakowski; 1898, Краков — 1962) — польский альтист и музыкальный педагог.
Окончил Краковскую консерваторию (1914). С 1913 г. играл в оркестре Народного театра в Кракове. Совершенствовался в Познанской консерватории у Здзислава Янке (1922—1926), в дальнейшем заменил Тадеуша Шульца в Польском квартете под руководством Янке. С 1922 г. играл в оркестре Познанской оперы, многие годы (вплоть до 1957 г.) был его первым альтом. В 1930-е гг. концертировал также как солист. С 1933 г. преподавал в Познанской консерватории, в послевоенные годы был профессором, заведовал кафедрой смычковых инструментов. Оставил много альтовых обработок, в том числе Элегии Массне.
С 1973 г. в Познани каждые пять лет проводится Всепольский конкурс альтистов имени Раковского.